# Portret Martina Zapatera (1790)
Portret Martina Zapatera (hiszp. Retrato de Martín Zapater) – obraz olejny hiszpańskiego malarza Francisca Goi przedstawiający jego przyjaciela, Martina Zapatera.
Martín Zapater (1747–1800) był zamożnym kupcem pochodzącym z Aragonii, a jednocześnie mecenasem sztuki i człowiekiem oświecenia. Był bliskim przyjacielem Goi, znali się od dzieciństwa. Razem uczęszczali do jednej z darmowych szkół w Saragossie prowadzonych przez Zakon pijarów (Escuelas Pías de San Antón). Przez wiele lat utrzymywali obszerną korespondencję – dziś cenne źródło wiedzy o malarzu. Goya dwukrotnie namalował jego portret, pierwszy w 1790 oraz drugi, znakomitszy Portret Martina Zapatera w 1797 roku. 
Portret z 1790 roku to pierwszy znany wizerunek Zapatera wykonany przez Goyę. Charakteryzuje się prostotą i oszczędnością środków. Zapater został przedstawiony na neutralnym tle. Siedzi na krześle przy biurku, na którym widać dokumenty z inskrypcją Swojemu przyjacielowi Martinowi Zapaterowi, Goya, 1790. Ma na sobie niebieską marynarkę z dużymi guzikami, jedwabną szaro-zieloną kamizelkę i jasny krawat. Twarz Zapatera zdradza następstwa niedawno przebytej choroby.
Goya rozpoczął pracę na portretem podczas swojego pobytu w Saragossie w październiku 1790 i ukończył go w grudniu tego samego roku. Obraz, który był własnością Zapatera, odziedziczył syn jego bratanka Francisco Zapater y Gómez (Zapater nigdy się nie ożenił). Na początku XX wieku obraz należał do paryskiej kolekcji Durant-Ruel, skąd trafił do kolekcji Petera Arrella Browna Widenera w Filadelfii oraz Thyssen-Bornemisza w Lugano. Przez pewien czas znajdował się w depozycie w Galerii Cramer w Hadze, skąd trafił do prywatnej kolekcji w Londynie i ostatecznie do Museo de Arte de Ponce w Portoryko, gdzie obecnie się znajduje.